# I Torneio Fundadores
Il I Torneio Fundadores è la 1ª edizione dell'omonimo torneo di football americano, organizzato dalla APFA.

## Squadre partecipanti
| Club                | Città             | Stadio | Sponsor ufficiale | Risultato nella stagione 2016-17 |
| ------------------- | ----------------- | ------ | ----------------- | -------------------------------- |
| Algarve Sharks      | Faro              |        |                   |                                  |
| Braga Warriors      | Braga             |        |                   |                                  |
| Cascais Crusaders   | Cascais           |        |                   |                                  |
| Lisboa Devils       | Lisbona           |        |                   |                                  |
| Lisboa Navigators   | Lisbona           |        |                   |                                  |
| Paredes Lumberjacks | Paredes           |        |                   |                                  |
| Porto Mutts         | Vila Nova de Gaia |        |                   |                                  |
| Towers Football     | La Coruña         |        |                   |                                  |

## Tabellone
|  | Quarti di finale    | Quarti di finale    | Quarti di finale  |                   |                | Semifinali     | Semifinali | Semifinali |  |  | I Final | I Final | I Final |  |
|  |                     |                     |                   |                   |                |                |            |            |  |  |         |         |         |  |
|  | Lisboa Navigators   | Lisboa Navigators   | 3                 |                   |                |                |            |            |  |  |         |         |         |  |
|  | Lisboa Navigators   | Lisboa Navigators   | 3                 |                   |                |                |            |            |  |  |         |         |         |  |
|  | Lisboa Devils       | Lisboa Devils       | 21                |                   |                |                |            |            |  |  |         |         |         |  |
|  | Lisboa Devils       | Lisboa Devils       | 21                |                   | Lisboa Devils  | Lisboa Devils  | 19         |            |  |  |         |         |         |  |
|  |                     |                     |                   |                   | Lisboa Devils  | Lisboa Devils  | 19         |            |  |  |         |         |         |  |
|  |                     |                     | Porto Mutts       | Porto Mutts       | 14             |                |            |            |  |  |         |         |         |  |
|  | Porto Mutts         | Porto Mutts         | Porto Mutts       | Porto Mutts       | 14             | 36             |            |            |  |  |         |         |         |  |
|  | Porto Mutts         | Porto Mutts         |                   |                   |                |                |            |            |  |  |         |         |         |  |
|  | Algarve Sharks      | Algarve Sharks      | 0                 |                   |                |                |            |            |  |  |         |         |         |  |
|  | Algarve Sharks      | Algarve Sharks      | 0                 |                   | Lisboa Devils  | Lisboa Devils  | 23         |            |  |  |         |         |         |  |
|  |                     |                     |                   |                   |                |                |            |            |  |  |         |         |         |  |
|  |                     |                     | Cascais Crusaders | Cascais Crusaders | 14             |                |            |            |  |  |         |         |         |  |
|  | Braga Warriors      | Braga Warriors      | Cascais Crusaders | Cascais Crusaders | 14             | 28             |            |            |  |  |         |         |         |  |
|  | Braga Warriors      | Braga Warriors      |                   |                   |                |                |            |            |  |  |         |         |         |  |
|  | Paredes Lumberjacks | Paredes Lumberjacks | 6                 |                   |                |                |            |            |  |  |         |         |         |  |
|  | Paredes Lumberjacks | Paredes Lumberjacks | 6                 |                   | Braga Warriors | Braga Warriors | 17         |            |  |  |         |         |         |  |
|  |                     |                     |                   |                   | Braga Warriors | Braga Warriors | 17         |            |  |  |         |         |         |  |
|  |                     |                     | Cascais Crusaders | Cascais Crusaders | 55             |                |            |            |  |  |         |         |         |  |
|  | Cascais Crusaders   | Cascais Crusaders   | Cascais Crusaders | Cascais Crusaders | 55             | 40             |            |            |  |  |         |         |         |  |
|  | Cascais Crusaders   | Cascais Crusaders   |                   |                   |                |                |            |            |  |  |         |         |         |  |
|  | Towers Football     | Towers Football     | 0                 |                   |                |                |            |            |  |  |         |         |         |  |

|  | Incontro di consolazione |                   |    |  |
|  |                          |                   |    |  |
|  | Lisboa Navigators        | Lisboa Navigators | 41 |  |
|  | Algarve Sharks           | Algarve Sharks    | 13 |  |

|  | Incontro di consolazione |                     |    |  |
|  |                          |                     |    |  |
|  | Paredes Lumberjacks      | Paredes Lumberjacks | 20 |  |
|  | Towers Football          | Towers Football     | 36 |  |

## Incontri

### Quarti di finale
| 17 novembre 2018 | Porto Mutts | 36 – 0 | Algarve Sharks |  |

| 18 novembre 2018 | Lisboa Navigators | 3 – 21 | Lisboa Devils |  |

| 24 novembre 2018 | Braga Warriors | 28 – 6 | Paredes Lumberjacks |  |

| 25 novembre 2018 | Cascais Crusaders | 40 – 0 | Towers Football |  |

### Incontri di consolazione
| 1º dicembre 2018, ore 15:00 | Lisboa Navigators | 41 – 13 | Algarve Sharks |  |

| 9 dicembre 2018 | Paredes Lumberjacks | 20 – 36 | Towers Football |  |

### Semifinali
| 1º dicembre 2018 | Lisboa Devils | 19 – 14 | Porto Mutts |  |

| 8 dicembre 2018 | Braga Warriors | 17 – 55 | Cascais Crusaders |  |

### I Final
| Braga 23 dicembre 2018, ore 15:00 | Lisboa Devils | 23 – 14 | Cascais Crusaders |  |

## Verdetti
- Lisboa Devils Vincitori del I Torneio Fundadores (1º titolo)